# Where Were You (When the World Stopped Turning)
Where Were You (When the World Stopped Turning) è un singolo del cantante di musica country statunitense Alan Jackson, pubblicato nel 2001 ed estratto dall'album Drive.

## Tracce
- 7"

1. Where Were You (When the World Stopped Turning) - 5:05
2. Drive (For Daddy Gene) - 4:03

## Premi
- Academy of Country Music
  - 2002: "Song of the Year", "Single of the Year"
- Grammy Award
  - 2003: "Best Country Song"